# Bojary (sielsowiet Żyrmuny)
Bojary (biał. Баяры; ros. Бояры) – wieś na Białorusi, w obwodzie grodzieńskim, w rejonie werenowskim, w sielsowiecie Żyrmuny, przy drodze magistralnej .
W dwudziestoleciu międzywojennym leżały w Polsce, w województwie nowogródzkim, w powiecie lidzkim, w gminie Żyrmuny.